# Bésayes
Bésayes ist eine französische Gemeinde im Département Drôme in der Region Auvergne-Rhône-Alpes.

## Geografie
Bésayes liegt in der fruchtbaren Ebene der Isère und der Rhône, 15 Kilometer östlich von Valence und rund 8 Kilometer südlich von Bourg-de-Péage (Angaben in Luftlinie).

## Bevölkerung
Bésayes gehört mit 1309 Einwohnern (Stand 1. Januar 2022) zu den mittelgroßen Gemeinden im Département Drôme. 1962 betrug die Einwohnerzahl noch 509. In der zweiten Hälfte des 20. Jahrhunderts stieg die Bewohnerzahl durchgehend an. Das stärkste Wachstum wurde Ende der 1970er Jahre verzeichnet.

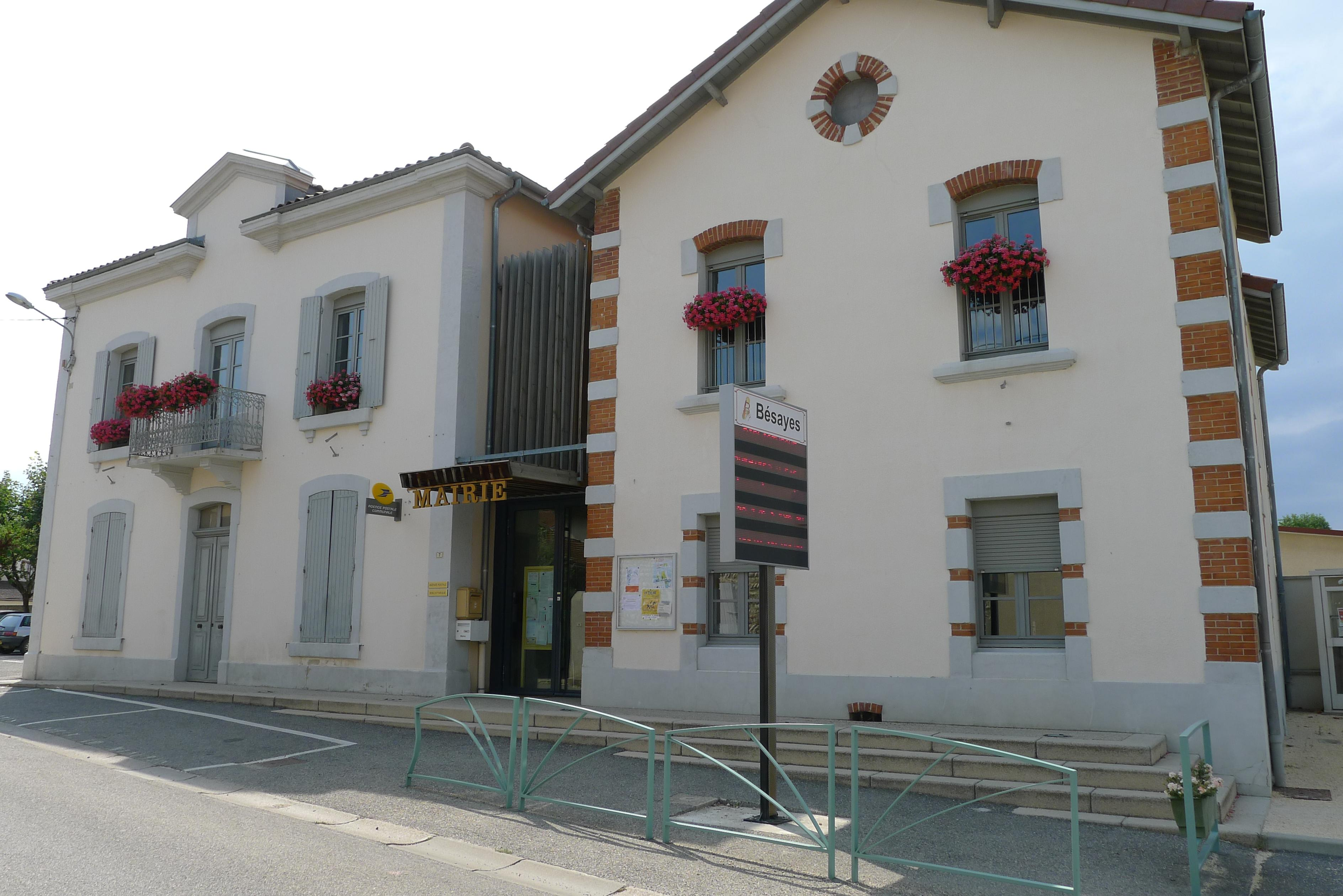
MairieBésayes

| Jahr                       | 1962 | 1968 | 1975 | 1982 | 1990 | 1999 | 2007 | 2016 |
| Einwohner                  | 509  | 520  | 552  | 718  | 762  | 911  | 996  | 1204 |
| Quellen: Cassini und INSEE |      |      |      |      |      |      |      |      |